# Eucalyptus pauciflora
Espèce
Classification phylogénétique
Eucalyptus pauciflora (snow gum ou Gommier des neiges) est une espèce de plantes à fleurs du genre Eucalyptus et de la famille des Myrtaceae. C'est un plante de type mallee poussant dans les régions sub-alpines de l'est de l'Australie. En plaine, ils peuvent atteindre une hauteur de 20 mètres.

## Sous-espèces
Il en existe trois sous espèces :
- E. pauciflora subsp. pauciflora
- E. pauciflora subsp. debeuzevillei
- E. pauciflora subsp. niphophila

## Description
L'écorce d’Eucalyptus pauciflora est lisse; blanche à gris clair, quelquefois d'un rouge-brun, tombant par plaques pour donner au tronc un aspect tacheté. les feuilles sont généralement lancéolées parfois presqu'ovales. Les fleurs blanches apparaissent d'octobre à janvier.
L'arbre ne perd pas ses feuilles en hiver mais sous la neige, les branches ploient et se débarrassent ainsi de leur fardeau.
On le trouve surtout en montagne, entre 1300 et 1 800 mètres d'altitude, à la limite de la végétation arborée, au Victoria, au Queensland et en Tasmanie mais à cause de la déforestation, son existence est menacée et des mesures de protection ont dû être prises.
Il se reproduit par graines ou par pousses épicormiques. Il supporte bien le froid et la sous espèce niphophila peut supporter jusqu'à −18 °C.

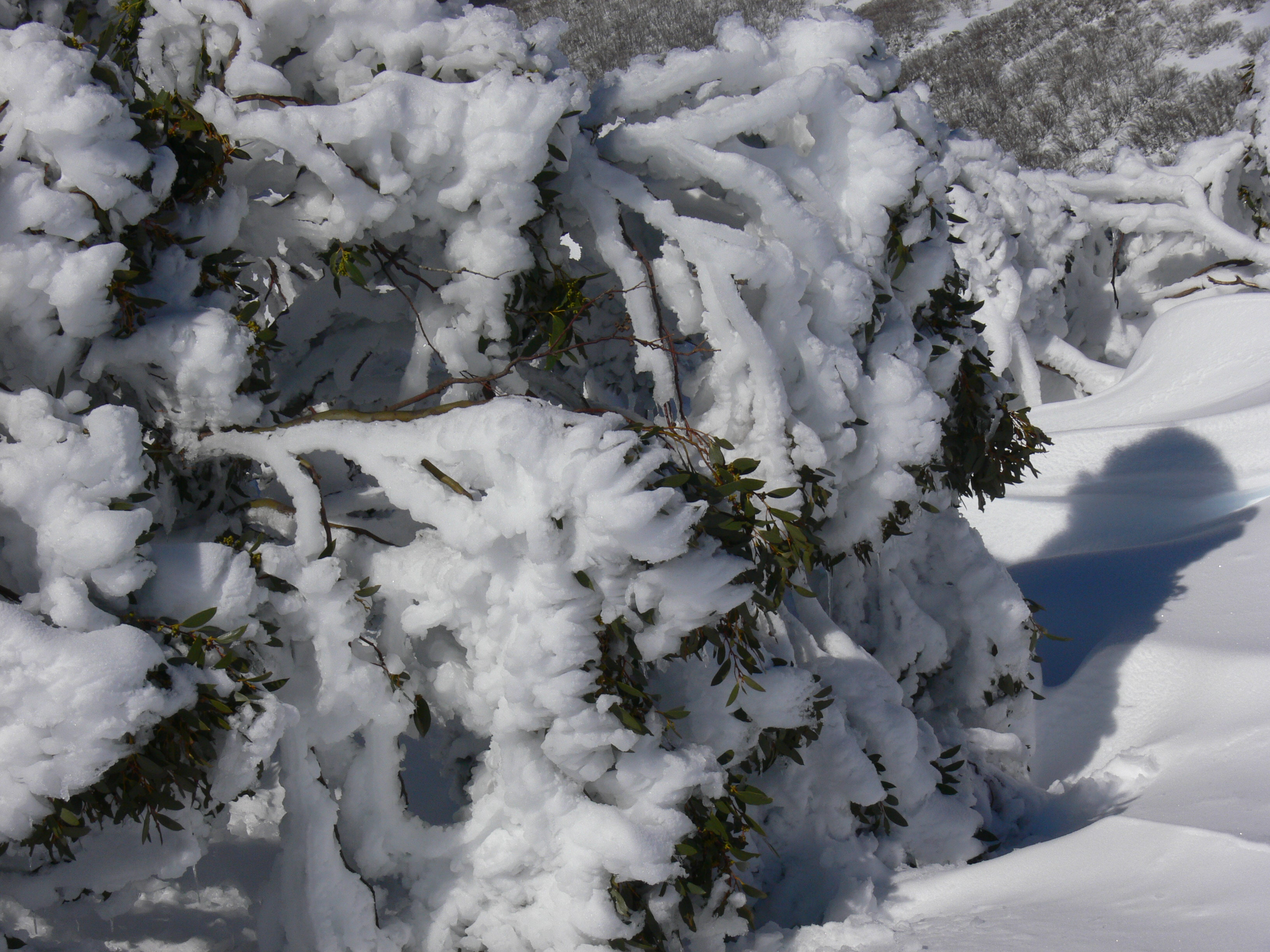
Eucalyptus pauciflora sous la neige dans les Alpes australiennes.

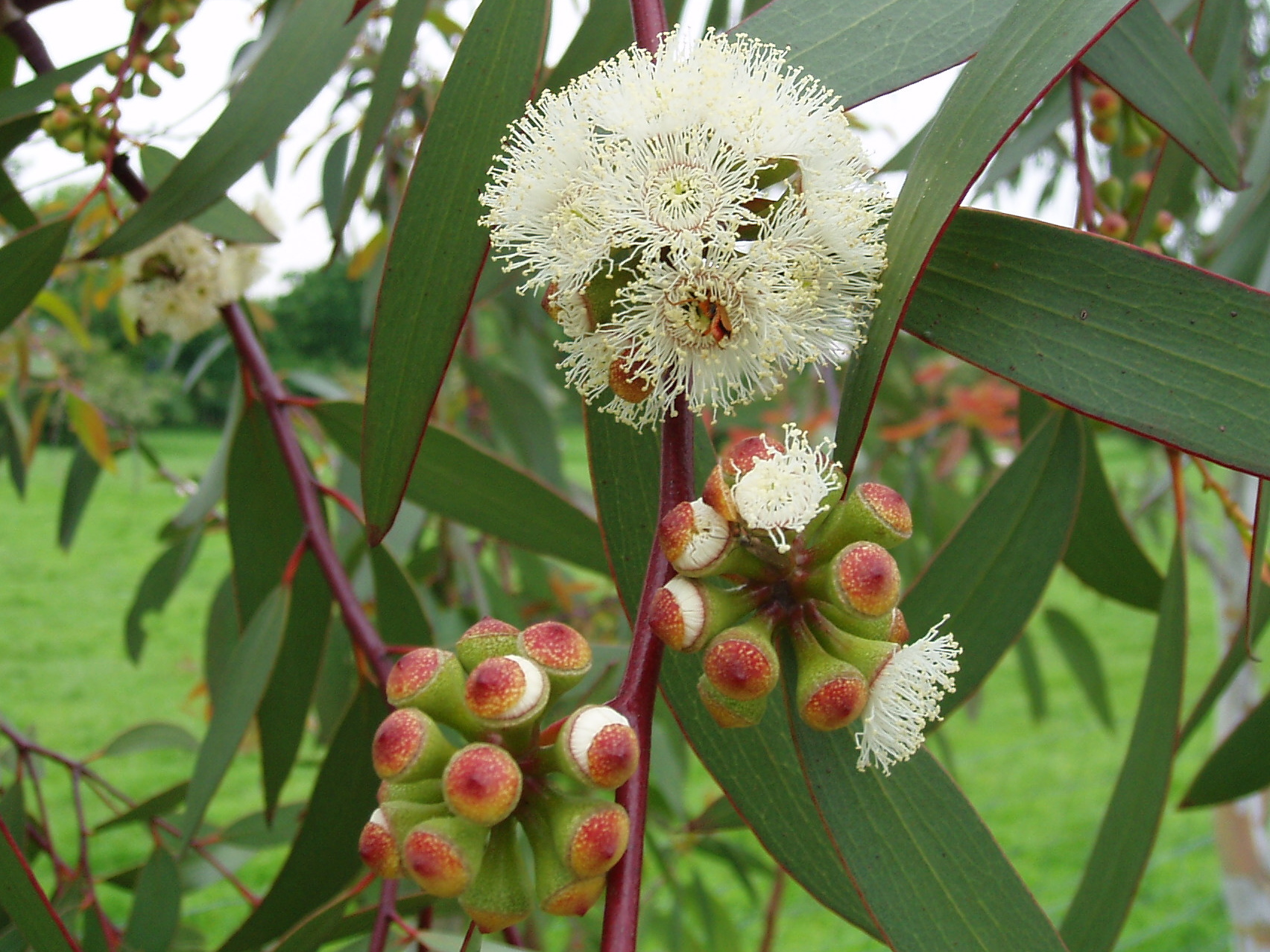
Bourgeons et fleurs dEucalyptus pauciflora.

## Galerie

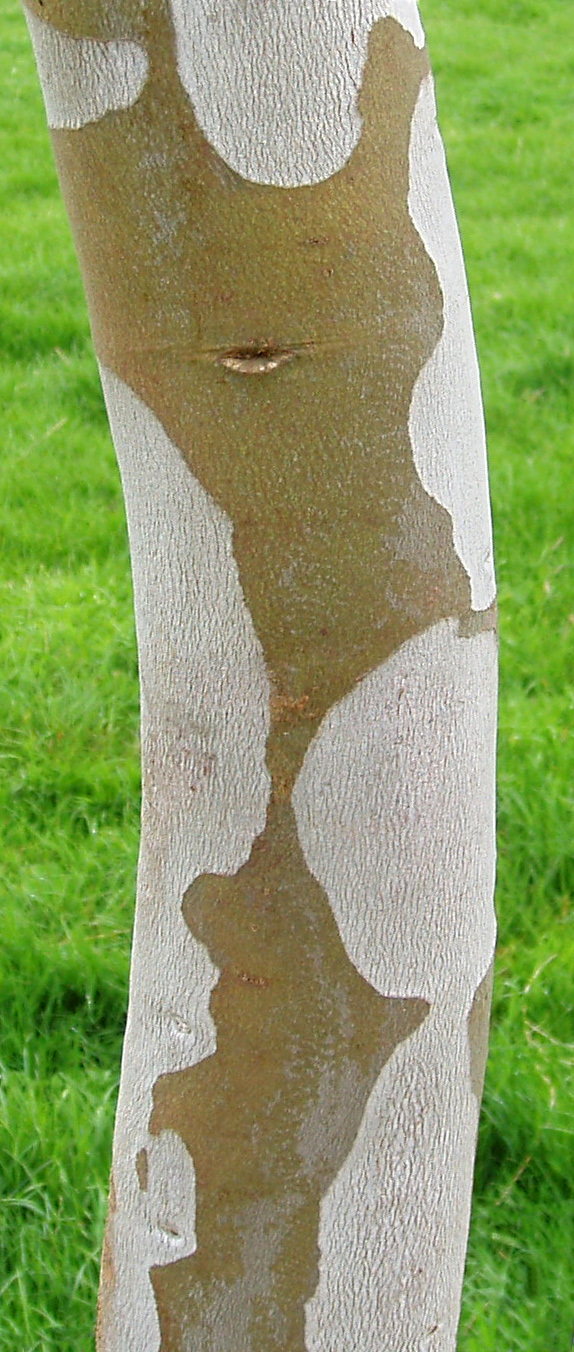
Détail de l'écorce.
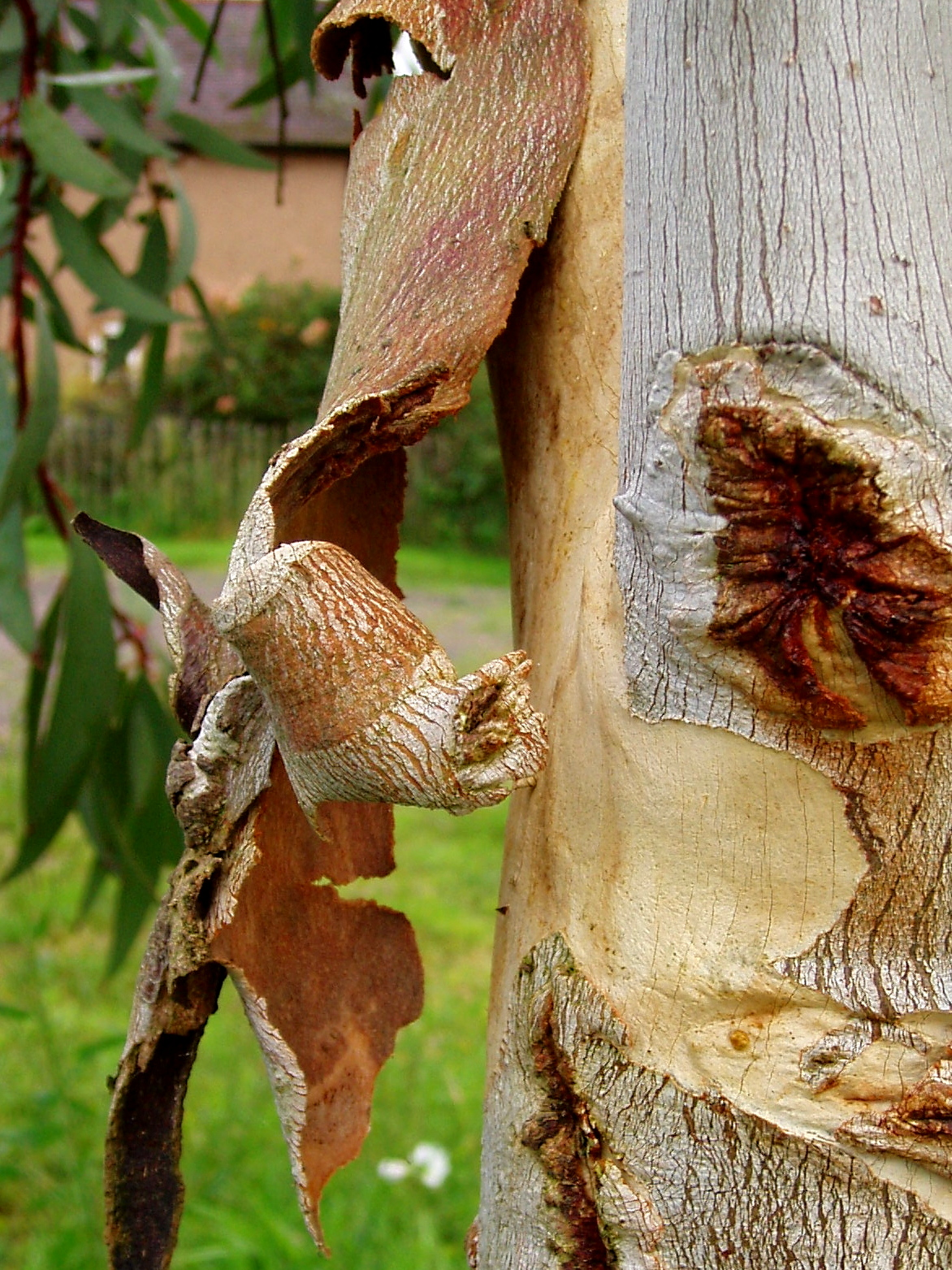
Renouvellement de l'écorce.
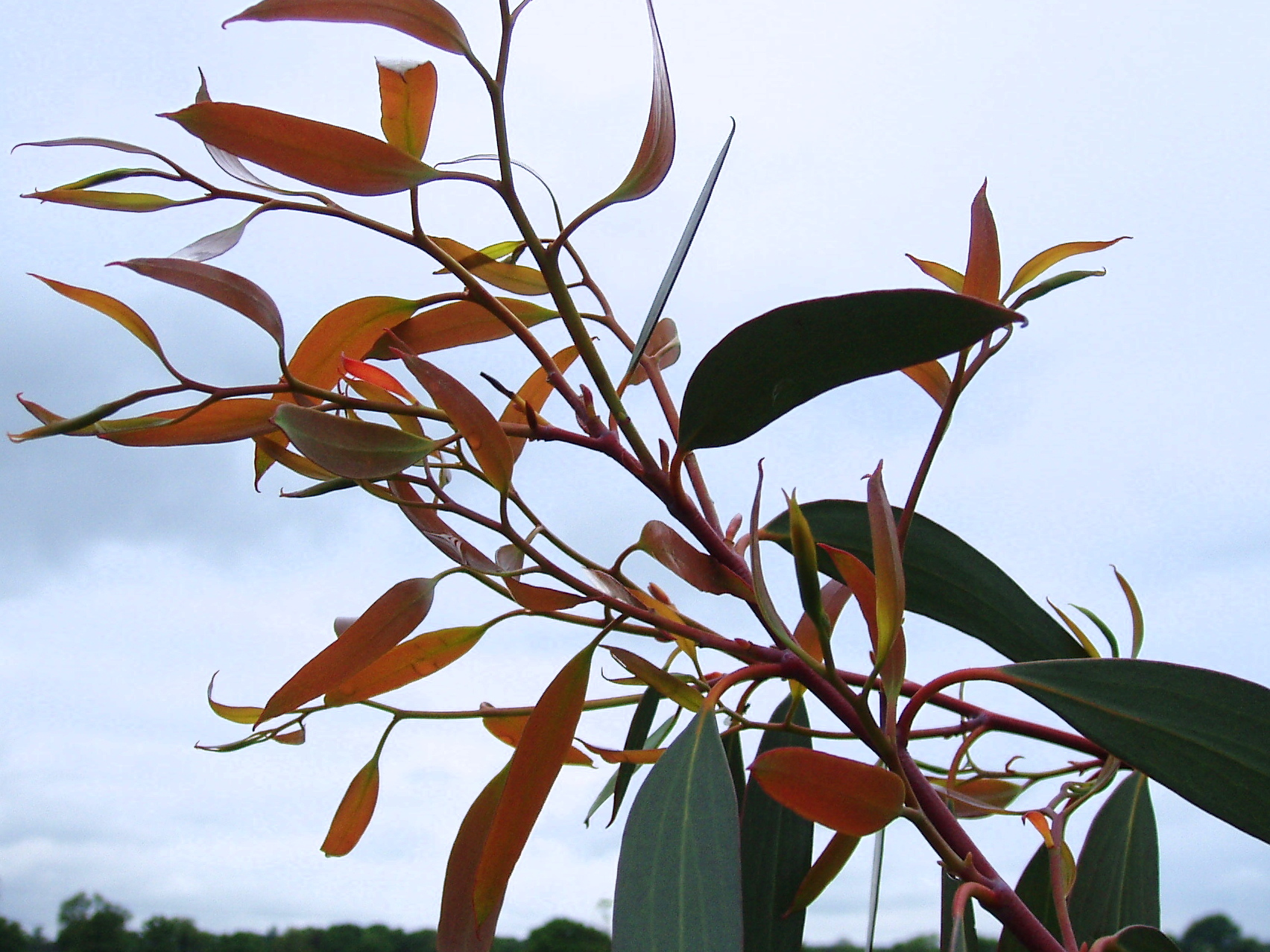
Jeunes feuilles orangées.